# Araguaia Shopping
O Araguaia Shopping é um shopping center (centro comercial) localizado em Goiânia, Goiás no Brasil, na Av. Goiás no setor central, uma das vias mais notórias da capital, próximo ao BRT Norte-Sul.
É o único shopping do país que está abrigado em uma rodoviária, sendo o Terminal Rodoviário de Goiânia em suas instalações. Além de ter o terminal rodoviário, possui diversas lojas, praça de alimentação e agências de atendimento bancário e um Vapt Vupt, e se inscreve na chamada "região da 44", área da cidade com diferentes estabelecimentos e infraestrutura voltada ao mercado da moda.

## História
Originalmente, a área que hoje compõe o Araguaia Shopping era o interior da estação rodoviária de Goiânia, que tinha sido projetada pelo arquiteto Paulo Mendes da Rocha. Segundo pesquisadores, a área continha um amplo espaço coberto que era interligado por rampas e fechado com vigas de concreto. A empresa administradora do local, então, aproveitou a distância entre as plataformas de embarque e desembarque para elevar o local ao status de shopping center. Ao mesmo tempo, a área em torno do shopping (formada por galpões que pertenciam à antiga estrada de ferro de Goiânia) se transformou em lojas de roupas.